# Stotnica Marvel (film, 2019)
Stotnica Marvel je ameriški superjunaški film iz leta 2019, ki temelji na istoimenskem liku iz Marvelovih stripov. Je 21. film v Marvelovem filmskem vesolju (MCU). Film sta režirala Anna Boden in Ryan Fleck po scenariju, ki sta ga napisala skupaj z Geneve Robertson-Dworet. V filmu igra Brie Larson kot Carol Danvers/Stotnica Marvel, poleg nje pa igrajo tudi Samuel L. Jackson, Ben Mendelsohn, Djimon Hounsou, Lee Pace, Lashana Lynch, Gemma Chan, Annette Bening, Clark Gregg in Jude Law. Zgodba se dogaja leta 1995 in govori o Carol Danvers, ki postane Stotnica Marvel, potem ko se Zemlja znajde v smrtonosnem konfliktu.
Razvoj filma se je začel maja 2013. Film je bil uradno napovedan oktobra 2014 kot prvi film v projektu Marvel Studios, v katerem kot glavna vloga nastopa ženska. Nicole Perlman in Meg LeFauve sta bili najeti za scenarij naslednji april, potem ko sta predložili ločeni različici lika, in si izposodili elemente iz zgodbe stripa "Kree-Skrull War" Roya Thomasa iz leta 1971. Larson se je igralski zasedbi pridružila leta 2016, Boden in Fleck pa sta bila najtsa za režijo aprila 2017. Robertson-Dworet je bila kmalu najeta za pisanje scenarija, preostala igralska zasedba pa se je pridružila do začetka snemanja. Snemanje se je začelo januarja 2018, glavni del snemanja pa se je začelo marca istega leta v Kaliforniji in se končalo v Louisiani julija 2018. Več igralcev je v filmu ponovilo vloge iz prejšnjih filmov MCU, vključno z Jackson in Greggom. Oba sta bila v postprodukciji digitalno postarana, da bi odražala okolje filma v devetdesetih letih prejšnjega stoletja.
Film Stotnica Marvel je bil premierno predvajan v Londonu 27. februarja 2019, v Združenih državah Amerike pa je v kina izšel 8. marca kot del tretje faze MCU. Film je po vsem svetu zaslužil več kot 1,1 milijarde dolarjev, s čimer je postal prvi film o superjunakinji z žensko v glavni vlogi, ki je presegel mejo milijarde dolarjev. Postal je peti najuspešnejši film leta 2019 in 23. najuspešnejši film vseh časov med predvajanjem v kinodvoranah. Film je prejel na splošno pozitivne ocene kritikov, kritiki pa so pohvalili igralske vloge – zlasti Larsonovo. Odzivi občinstva so bili prav tako pozitivni, čeprav so bile ocene občinstva na spletni strani Rotten Tomatoes nekoliko nižje. Nadaljevanje, Marveli, je izšlo 10. novembra 2023. 

## Vloge
- Brie Larson – Carol Danvers/Stotnica Marvel
- Samuel L. Jackson – Nick Furry
- Ben Mendelsohn – Tallos/Keller
- Djimon Hounson – Korath
- Lee Pace – Ronan
- Lashana Lynch – Maria Rambeau
- Gemma Chan – Minn-Erva
- Clark Gregg – Phil Coulson
- Jude Law – Yon-Rogg